# 松本勇治
松本 勇治（まつもと ゆうじ、1973年3月6日 - ）は、神奈川県出身の日本の柔道家。現役時代は86kg級及び90kg級の選手。身長は174cm。

## 人物
上菅田中学から東海大相模高校へ進むと、1年の時に全国高校選手権の団体戦で3位になった。2年の時には決勝で世田谷学園高校に敗れて2位だった。3年の時には金鷲旗で優勝すると、インターハイでは個人戦の軽重量級と団体戦でも優勝して2冠を達成した。
1991年には東海大学へ進学すると、2年の時には全日本ジュニアの86kg級で優勝を飾った。4年の時には講道館杯の決勝で、大学の2年先輩となる世界チャンピオンの中村佳央に敗れるも2位となった。優勝大会では3位だった。
1995年には神奈川県警の所属となった。1998年から2001年まで全国警察柔道選手権大会の90kg級で4年連続の優勝を飾った。2003年にも5度目の優勝を果たした。2004年の体重別では31歳にして初めて決勝まで進むも、了徳寺学園職員の飛塚雅俊に敗れて2位だった。2006年には33歳にして全日本選手権に出場するなど、37歳まで現役を続けた。
引退後の2012年には全日本男子ジュニア代表チームのコーチとなった。2013年には女子柔道強化選手への暴力問題を受けて、新たに全日本女子代表チームのコーチに就任した。57kg級と70kg級の担当になり、2016年のリオデジャネイロオリンピック70kg級で金メダルを獲得した田知本遥や、57kg級で銅メダルを獲得した松本薫などの指導にあたった。リオデジャネイロオリンピック後に代表コーチを退任した。なお、朝飛道場でもコーチを担当している。
また、柔道以外にサンボにも取り組んで、2005年の全日本選手権では90kg級で優勝を飾った。

## 主な戦績
- 1989年 - 全国高校選手権 団体戦 3位
- 1990年 - 全国高校選手権 団体戦 2位
- 1990年 - 金鷲旗 優勝
- 1990年 - インターハイ 軽重量級 優勝、団体戦 優勝

86kg級での戦績
- 1992年 - 全日本ジュニア 優勝
- 1994年 - 講道館杯 2位
- 1994年 - 優勝大会 3位
- 1996年 - 講道館杯 3位
- 1997年 - 体重別 3位
- 1997年 - 全国警察柔道選手権大会 2位

90kg級での戦績
- 1998年 - 2001年 - 全国警察柔道選手権大会 優勝
- 1998年 - カザフスタン国際 優勝
- 2002年 - 全国警察柔道選手権大会 2位
- 2003年 - 全国警察柔道選手権大会 優勝
- 2003年 - 講道館杯 3位
- 2004年 - 体重別 2位
- 2004年 - 講道館杯 3位
- 2005年 - 全国警察柔道選手権大会 3位

(出典、JudoInside.com)